# 하뤼 얘르브

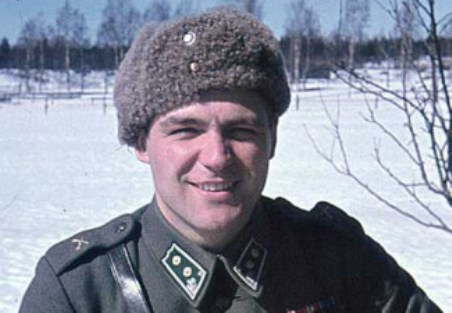

하뤼 요한네스 얘르브(스웨덴어: Harry Johannes Järv: 1921년 3월 27일-2009년 12월 21일)는 핀란드 출신의 작가, 번역가로 스웨덴에서 활동했다. 제2차 세계대전 당시 핀란드 방위군에서 장교로 복무했다.